# 洲埼灯台
洲埼灯台（すのさきとうだい）は、千葉県館山市の洲崎に立つ灯台である。南房総国定公園内に位置する。国の登録有形文化財に登録されている。

## 概要
房総半島南部で最も西の場所にある灯台である。住所は千葉県館山市洲崎1043番地。円筒形のコンクリート造で建てられ、塔頂は地上から約15メートル、灯火は海面から約45メートルにある。1919年（大正8年）に点灯した。
洲埼灯台は、三浦半島最南端の東端にある剱埼灯台と共に東京湾へ出入りする船舶の目印となっており、同灯台とを結んだ線をもって東京湾の境界をなす。なお、房総半島の最南端にあるのは野島埼灯台で、三浦半島の南端の西端には城ヶ島灯台がある。

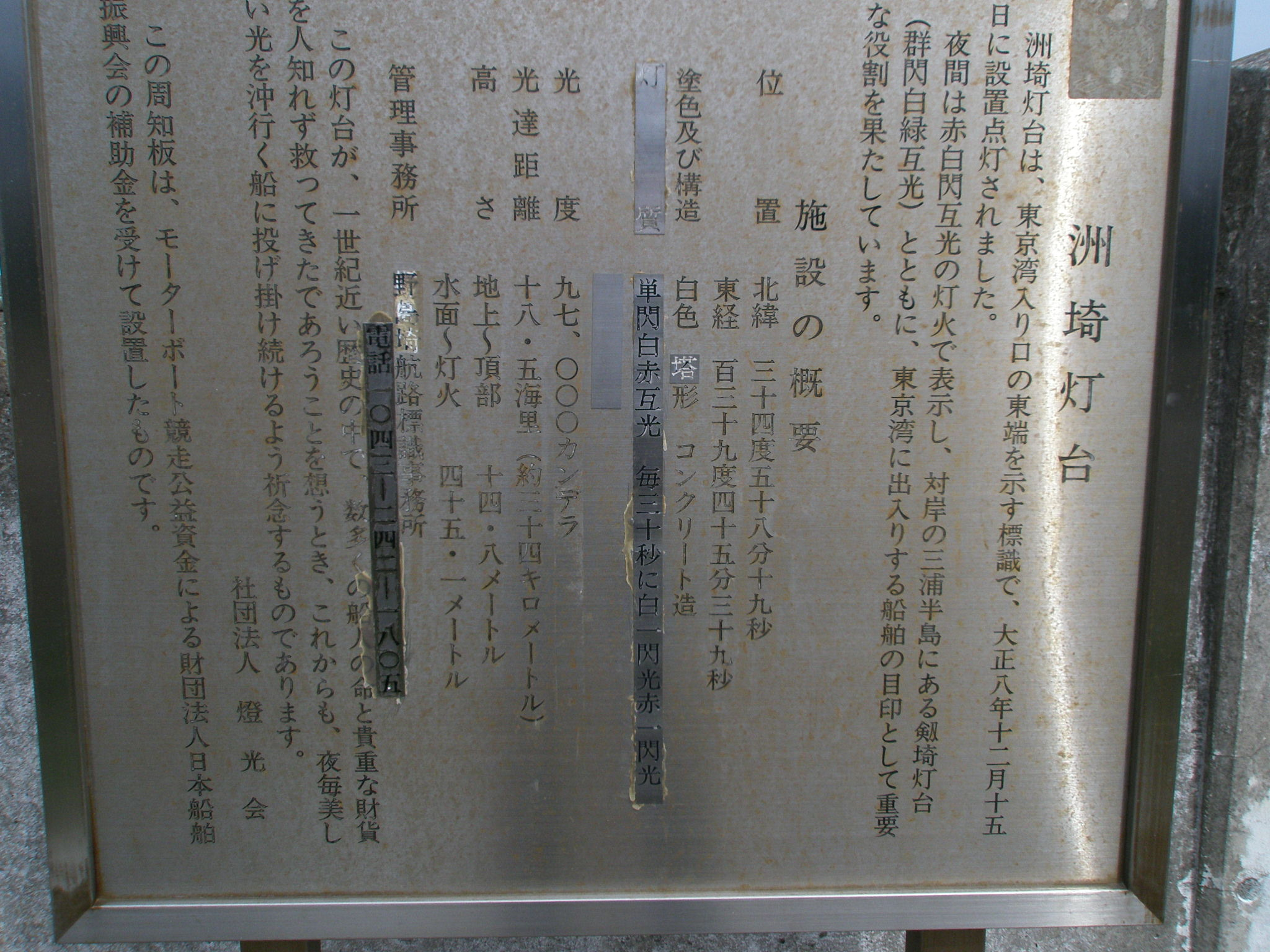
洲埼灯台の説明
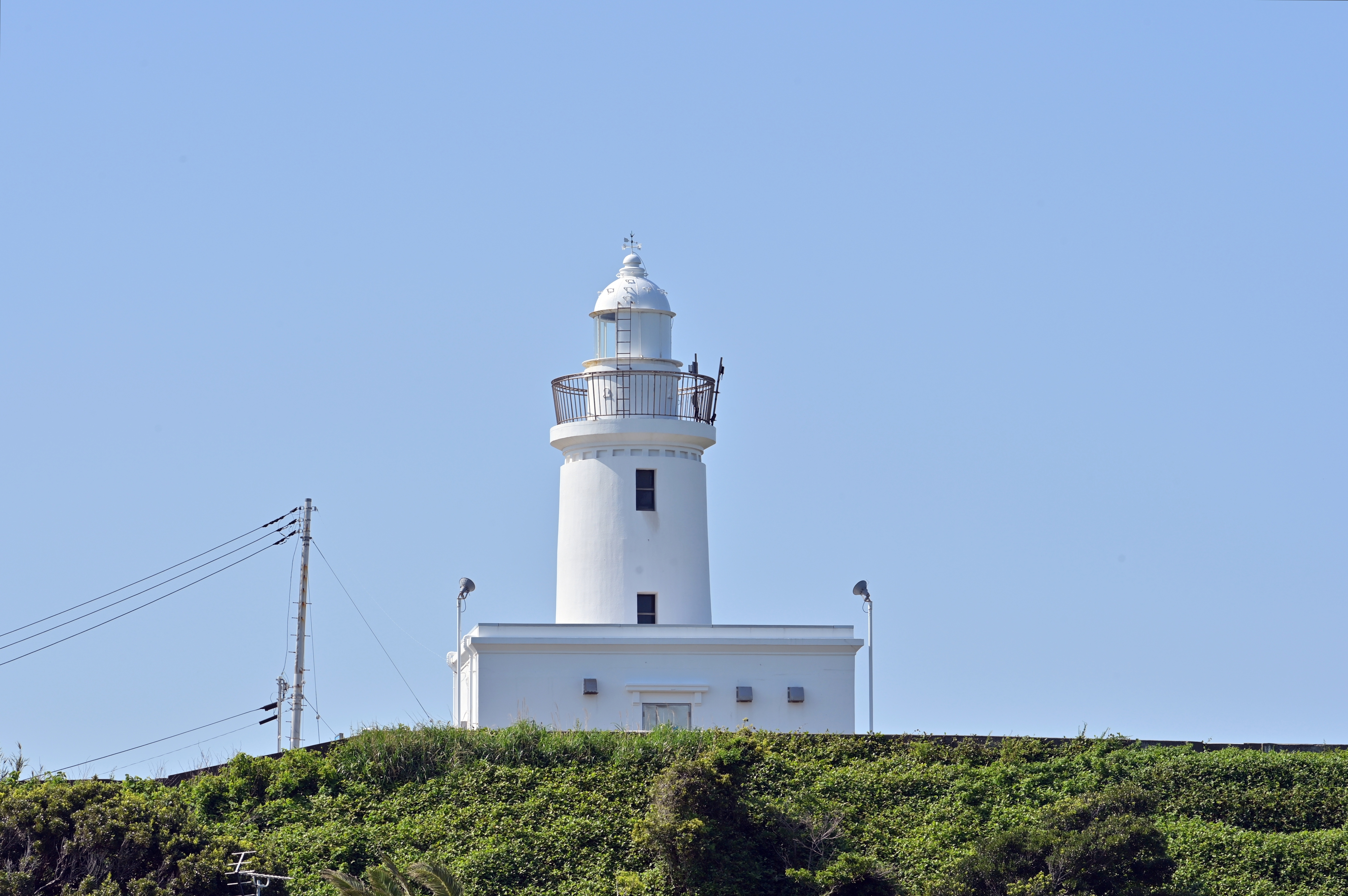
洲埼灯台 遠景（2023年）

## 歴史
- 1919年（大正8年）
  - 5月23日 - 洲崎に灯台を起工[4]。
  - 12月15日 - 点灯を開始。

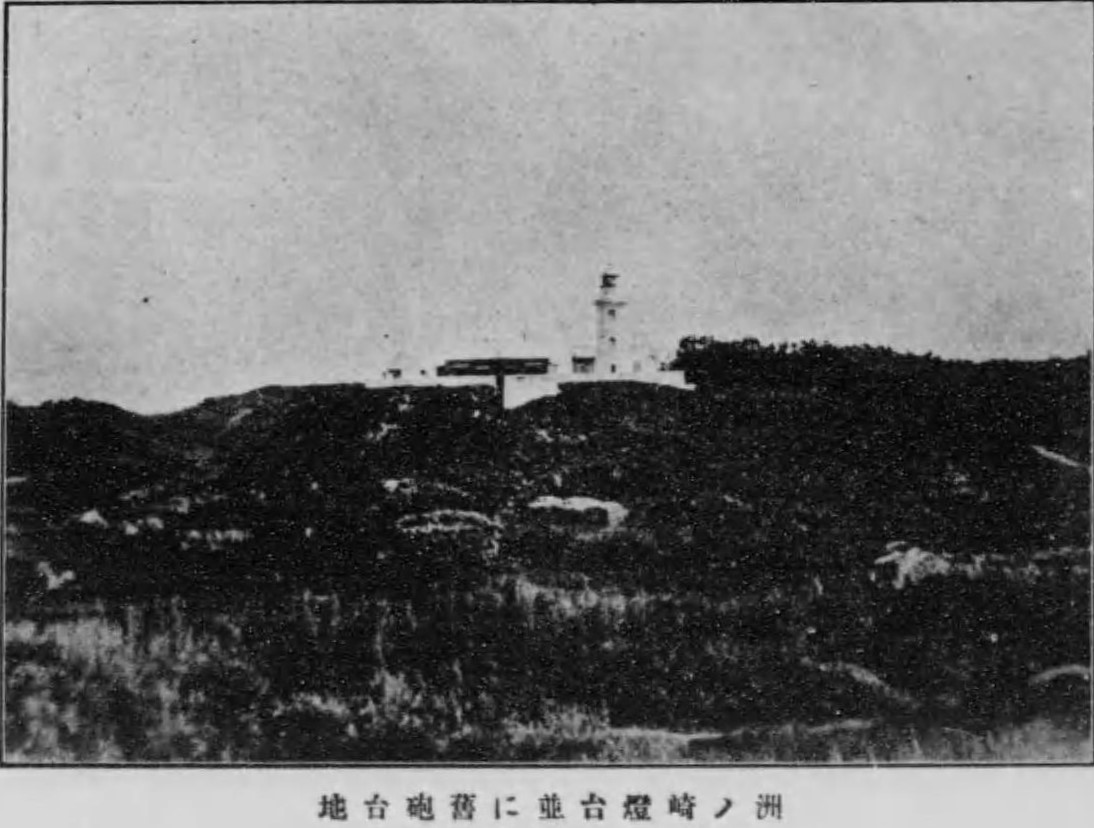
1926（大正15）年頃の洲埼灯台と旧砲台地

- 1923年（大正12年）9月1日 - 関東大震災により外壁が剥がれ、本体にひびが入った[4]。
- 1945年（昭和20年） - 太平洋戦争時の空襲に遭い、光を放つ内部のレンズなどが損壊[4]。
- 2015年（平成27年）
  - 3月26日 - コンクリート造灯台の初期遺構として国の登録有形文化財（建造物）に登録された[5]。
  - 6月6日 - 灯台横に設置された文化財登録プレートの除幕式が行われた[6]。
- 2019年（令和元年）6月13日 - 点灯100周年を迎え、記念に館山市中央公民館にてふるさと講座を実施[7]。

## アクセス

### 公共交通機関
- JR内房線 館山駅が最寄りとなり、下記のバス路線を利用する。
  - JRバス関東 洲の崎線
    - [6] 館山駅 - ファミリーオ館山 - 休暇村館山前 - 坂田 - 洲の崎灯台前 - 伊戸 - 南房パラダイス
    - [14] 館山駅 - ファミリーオ館山 - 休暇村館山前 - 坂田 - 洲の崎灯台前 - 伊戸
    - [56] 館山駅（ - おどや館山海岸店 - 渚の駅たてやま） - ファミリーオ館山 - 休暇村館山前 - 坂田 - 洲の崎灯台前 - 伊戸漁港

※館山駅からの路線バスでの運行を基本とするが、一部の便は東京駅からの高速バス「房総なのはな号」と直通運転となっている。

### 自動車
- 高速道路
  - 富津館山道路 富浦インターチェンジ
- 一般県道
  - 千葉県道257号南安房公園線（房総フラワーライン）
- 駐車場
  - 民間駐車場有（有料）[8]

## 周辺施設
- 洲崎神社
- 養老寺
- 洲崎漁港

## 洲埼灯台を舞台・ロケ地とした作品
- 『会いたかった』（AKB48） - ミュージック・ビデオ (MV)[9]のロケーション撮影は館山市周辺で行われ、歌唱シーンの舞台となった[4]。
- 『唇にBe My Baby』（AKB48） - ミュージック・ビデオ（MV）で撮影された[10]。